# RAROC
Risk adjusted return on capital (RAROC), ou Retorno Ajustado ao Risco no Capital, é uma mensuração da rentabilidade baseada no risco, sendo base para análise do desempenho do ajuste de risco e provendo uma visão consistente da rentabilidade cruzada com os negócios. 
O RAROC é definido pela relação do retorno ajustado ao risco com capital econômico. 
O capital econômico é a função do risco de mercado, risco de crédito e risco operacional. Este uso do capital baseado no risco melhora a alocação de capital através de diferentes áreas funcionais de um banco.

## Razões básicas
O sistema RAROC aloca capital através de 2 razões básicas:
1. Gestão do risco
2. Avaliação de desempenho

Para o propósito da gestão do risco, a principal meta da alocação de capital para as unidades de negócio individuais é determinar a melhor estrutura de capital para o banco. A alocação econômica de capital é extremamente correlacionada com o risco individual do negócio.
Como uma ferramenta de avaliação do desempenho, permite que os bancos atribuam o capital às unidade de negócio baseado no valor econômico adicionado de cada unidade.